# 2016년 가오슝 지진
2016년 가오슝 지진은 2016년 2월 6일 오전 3시 57분(현지 시간)에 중화민국 타이난에서 동남쪽 36km 떨어진 곳에서 발생한 규모 6.4, 깊이 10km의 지진이다. 이번 지진으로 지진 해일은 예측되지 않고 있다고 태평양 해일경고센터는 밝혔다.

## 피해
지진에 대한 여파로 타이완 남부 시내의 여러 건물들이 파손됐다. 특히 타이난시 융캉 구에 있는 17층 아파트 건물이 무너져 타이난 시 소방대와 군이 긴급 출동했다. 현재 120여 명이 구조됐지만 아직 상당수가 건물 아래 갇혀 있는 것으로 보도됐다. 지진의 충격으로 타이난시의 17층 아파트를 포함해 건물 여러 채가 동시에 무너지면서 피해가 속출하고 있으며, 지진이 새벽에 발생하면서 잠을 자던 시민들이 미처 대피하지 못해 인명피해가 커지게 되었다. 특히, 무너진 건물이 대부분 주거용이다 보니 여전히 수십 명이 파묻힌 상태로 추정된다고 밝혔으며, 중화민국의 현지 언론들은 이번 지진이 대만 전역에서 느껴질 정도로 강력했으며 지진의 원자폭탄 2개가 한꺼번에 터진 것과 비슷하다고 보도하기도 했다.
또한, 무너진 건물들에는 수십 명이 매몰 돼 있어 현지 소방대와 군이 긴급 출동해 구조작업을 벌였으며, 고속철도 운행 또한 잠정 중단되었고, 이에, 가오슝 일대에서는 대규모 정전 사태가 빚어져 물적 피해도 잇따랐다. 또한, 재해 현장으로 떠난 마잉주 총통은 전력을 다해 구조에 나서달라고 강조하기도 했다.
또한, 16~17층 규모인 주상복합빌딩들이 연이어 무너지면서 지진 피해를 키웠으며, 부실 공사 가능성도 증폭되고 있다.

## 반응
- 중화인민공화국 : 국무원총리인 리커창이 지진 희생자에 대한 애도를 표했으며, 국무원대만사무판공실 대변인은, 중화민국이 필요하다면 언제든지 구호 및 협력을 할 것이라고 입장을 밝혔다.[9]
- 일본 : 총리인 아베 신조는 지진 희생자에 대한 애도를 표했고, 중화민국 구조 및 구호활동에 도움을 제공하겠다고 밝혔다.[10]
- 싱가포르 : 총리인 리셴룽은 이번 지진을 통해 발생한 인명 피해와 각종 피해에 관한 소식에 유감의 뜻을 전했으며, 싱가포르 외교부는 중화민국의 구조 및 구호 활동에 지원하겠다고 밝혔다.[11]
- 미국 : 미국재대만협회는 이번 중화민국 지진에 대한 우려를 표명하고, 타이난시 시장에 대한 지원 의사를 표명하였다.[12]

## 같이 보기
- 2016년 지진
- 대만의 지진 목록